# Samira Wiley

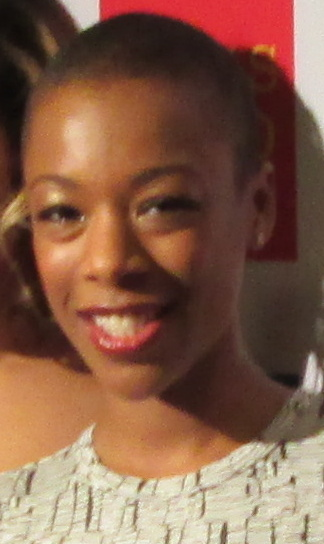
Samira Wiley (2013)

Samira Wiley (* 15. April 1987 in Washington, D.C.) ist eine US-amerikanische Schauspielerin und Model. Sie ist bekannt für die Rolle der Poussey Washington in der Netflix-Serie Orange Is the New Black sowie der Moira in der Hulu-Serie The Handmaid’s Tale.

## Kindheit und Jugend
Wiley absolvierte ihre Schulausbildung an der Duke Ellington School of the Arts. Ihr Vater Dennis W. Wiley und ihre Mutter Christine Wiley waren Hilfspastoren an der Covenant Baptist United Church of Christ. Wileys Eltern wurden als die „Stützen der religiösen LGBT-Gemeinde“ bezeichnet, da die Covenant Baptist Church die einzige Baptistenkirche in Washington D.C. war, die 2007 gleichgeschlechtliche Lebenspartnerschaften schloss. Wiley hat zwei Geschwister: Aiyana Maat and Joshua Wiley.

## Karriere
Wiley studierte Theater an der Juilliard School in New York, an der sie 2010 ihren Abschluss machte. Zu Beginn ihrer Karriere arbeitete sie hauptsächlich am Theater. 2011 spielte sie Maria in einer Produktion Love’s Labour’s Lost am The Public Theater.

### Film und Fernsehen
Die Netflix-Serie Orange Is the New Black basiert auf den gleichnamigen Memoiren von Piper Kerman über ihre Erfahrungen in einem Frauengefängnis. Ein Drehbuchautor der Serie, Marco Ramierez, der Wiley von der Juilliard kannte, machte sie auf die Vorsprechen aufmerksam. Nachdem eine weitere Freundin von der Juilliard, Danielle Brooks, eine Rolle in der Serie erhalten hatte, bat Wiley sie, mit ihr für die Rolle der Poussey Washington zu proben, die Rolle der besten Freundin von Brooks’ Rollencharakter. Wileys Vorsprechen war erfolgreich. Sie spielte in der ersten Staffel mit und war in der zweiten noch prominenter vertreten. Die düsterere und gewalttätigere Geschichte der zweiten Staffel ermöglichte eine Entwicklung von Wileys Figur. Die sich ausweitenden Handlungsstränge und Wileys zunehmende Zeit auf dem Bildschirm führten dazu, dass sich Wiley zum Fanliebling entwickelte. Für die dritte Staffel wurde ihre Figur zu einer Hauptrolle ausgebaut. Mit dem Ende der vierten Staffel verließ sie die Serie.
Wiley trat 2014 in einer Werbung für den digitalen Geldtransferdienst PayPal auf.
Wileys hatte ihre erste Hauptrolle in der Komödie Bad Sitter (2011). Zwischen dem Dreh der zweiten und dritten Staffel von Orange Is the New Black spielte Wiley eine Rolle in Rob the Mob – Mafia ausrauben für Anfänger, einem Independentkrimi, in dem Raymond De Felitta Regie führte und der im März 2014 veröffentlicht wurde.
Seit 2017 spielt Wiley in der auf Margret Atwoods gleichnamigem Roman basierenden Hulu-Serie The Handmaid’s Tale die Rolle der Moira.

### Model
Wiley modelte für das Maniac Magazine, auf dessen Cover und in dessen Editorial sie in der September/Oktober 2014-Ausgabe erschien. Sie wurde abgebildet in „einer Serie gewagter, chicker Highfashionlooks“. Wiley war auch auf dem Cover der 2014-Edition des OUT100 Magazine zu sehen an der Seite von Sam Smith, Elliot Page und Zachary Quinto.

## Privatleben
Wiley ist offen lesbisch. Seit September 2014 ist sie in einer Beziehung mit der Orange Is the New Black-Drehbuchautorin Lauren Morelli. Seit März 2017 sind die beiden verheiratet. Im April 2021 kam ihre Tochter zur Welt.

## Filmografie (Auswahl)
- 2011: Bad Sitter (The Sitter)
- 2011: Unforgettable (Fernsehserie, zwei Folgen)
- 2012: Being Flynn
- 2012: Person of Interest (Fernsehserie, Folge 1x21)
- 2014: Rob the Mob – Mafia ausrauben für Anfänger (Rob the Mob)
- 2013–2017, 2019: Orange Is the New Black (Fernsehserie, 52 Folgen)
- 2015: Law & Order: Special Victims Unit (Fernsehserie, Folge 16x21)
- 2016: Nerve
- 2016: 37
- 2016, 2019: You’re the Worst (Fernsehserie, sechs Folgen)
- 2017: Detroit
- 2017–2025: The Handmaid’s Tale – Der Report der Magd (The Handmaid’s Tale, Fernsehserie, 46 Folgen)
- 2017–2019: Ryan Hansen Solves Crimes on Television (Fernsehserie)
- 2018: Social Animals
- 2019: Drunk History (Fernsehserie, Folge 6x04)
- 2019: Will & Grace (Fernsehserie, drei Folgen)
- 2019: Vault
- 2021: Breaking News in Yuba County
- 2021: Finch

## Auszeichnungen und Nominierungen
Emmy
- 2017: Nominierung als beste Nebendarstellerin in einer Dramaserie für The Handmaid’s Tale – Der Report der Magd
- 2018: Auszeichnung als beste Gastdarstellerin in einer Dramaserie für The Handmaid’s Tale – Der Report der Magd

Screen Actors Guild Award
- 2015: Auszeichnung für das beste Schauspielensemble in einer Comedyserie für Orange Is the New Black
- 2016: Auszeichnung für das beste Schauspielensemble in einer Comedyserie für Orange Is the New Black
- 2017: Auszeichnung für das beste Schauspielensemble in einer Comedyserie für Orange Is the New Black
- 2018: Nominierung für das beste Schauspielensemble in einer Dramaserie für The Handmaid’s Tale – Der Report der Magd